# Szent Miklós-templom (Brassó)
A brassói Szent Miklós (románul: Sfântu Nicolae) ortodox templom a Bolgárszeg leglátványosabb építészeti emléke. A városrész főteréről, a Porondról (Piața Unirii, Anger) nyíló parkban helyezkedik el. Kelet–nyugati tájolású. Kertjében áll az Első román iskola épülete, a Brassói Ifjak Múzeuma és Coresi diakónus szobra.
A bolgárszegi ortodox templomra vonatkozó első forrás IX. Bonifác pápa 1399-ben, az esztergomi érsekhez írott levele, amelyben utal a brassói „schismaticusok” templomára. A mai épület helyén az ásatások szerint 1495-ben, IV. Szerzetes Vlad havasalföldi fejedelem uralkodása idején épült az első kőtemplom gótikus stílusban, sokszögű, támpilléres szentéllyel. Ez az első templom azonban vagy megrongálódott, vagy nem bizonyult elég tágasnak, mert az egyházközség fennmaradt iratai szerint Petru nevű papja 1518-ban népes követség élén járult V. (Neagoe) Basarab havasalföldi fejedelemhez azzal a kéréssel, hogy alapítson számukra kőtemplomot. Ezt követően épült föl a mai templom elődje. A havasalföldi fejedelmek adományaikkal a későbbiekben is folyamatosan segítették a templomot. 1583-ban Petru Cercel vajda bővítette, építtetett hozzá tornácot, 1595-ben Áron moldvai fejedelem tornyot. Ezen építési fázisra emlékeztet a bejárat fölötti, 1598-ból való ószláv nyelvű felirat.
Mai külsejét a 18. századi barokk átalakítások határozzák meg. 1733 és 1738 között építették első oldalkápolnáját, melyet kívülről és belülről a havasalföldi Gheorghe Ranite festett ki 1738-ban. Esperese, Eustatie Vasilievici (Grid) 1743-ban látogatást tett Oroszországban, ahol Erzsébet cárnőtől és másoktól jelentős összegeket kapott brassói egyháza javára. Ebből 1751-re az egész templomot felújították, óratornyot és egy második oldalkápolnát építettek hozzá, szintén falfestményekkel. 
Cserei Mihály író szerint 1710 húsvétján a templom egyik, a Keresztre feszített Krisztust ábrázoló ikonja vérrel verítékezett. A templom ma két egyházközség központja is egyben. Temetőjében nyugszanak Aurel Popovici és Nicolae Titulescu politikusok.

## Források

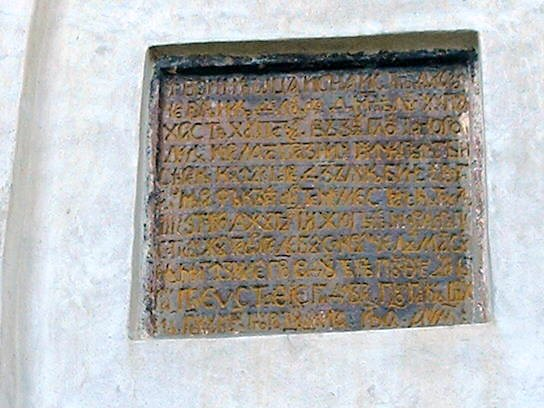
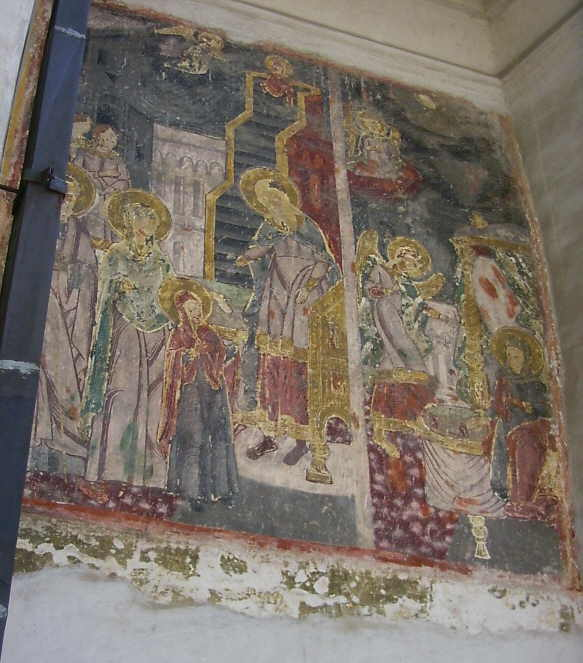
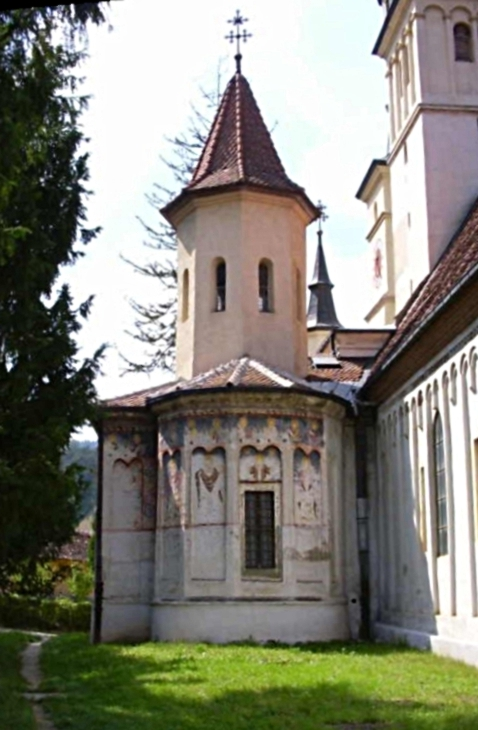
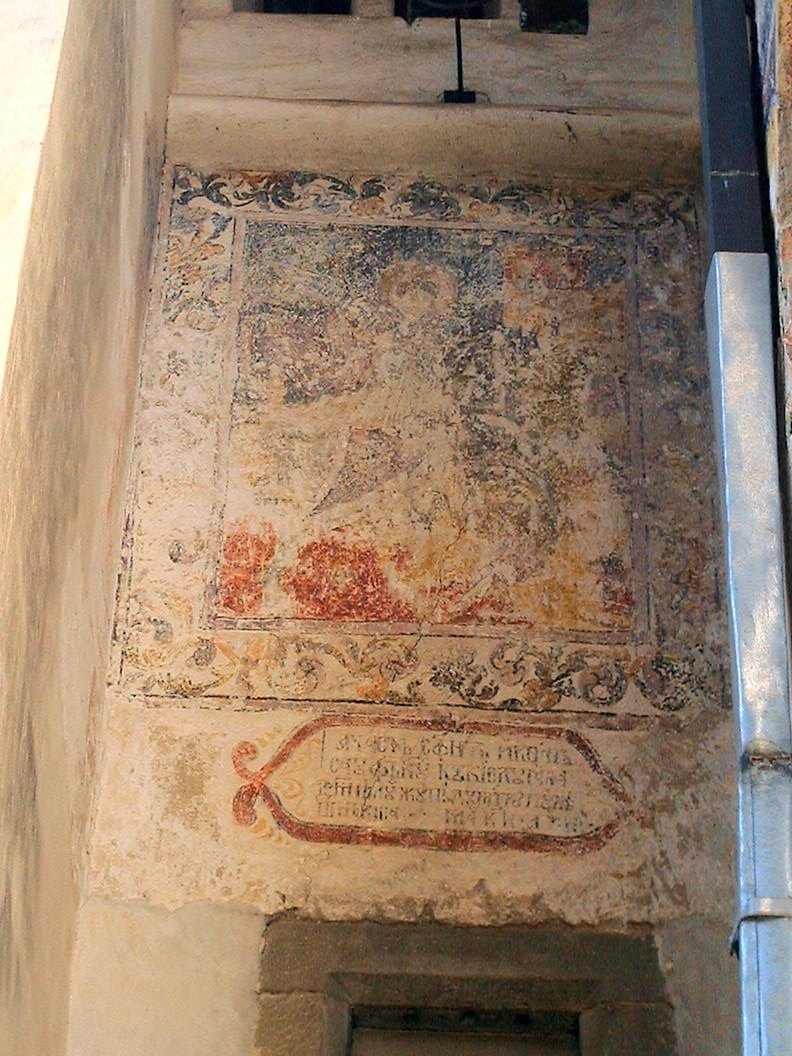
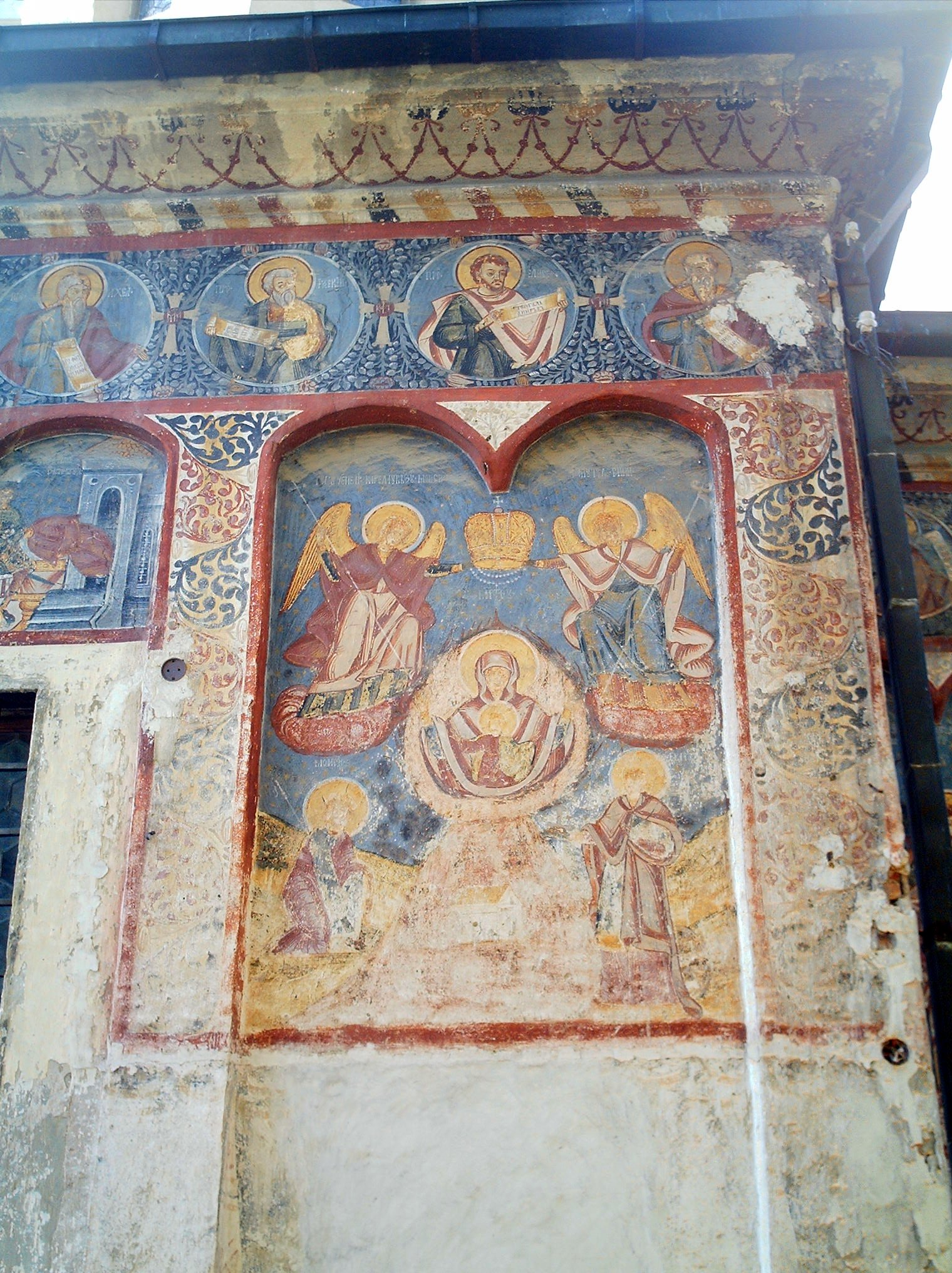
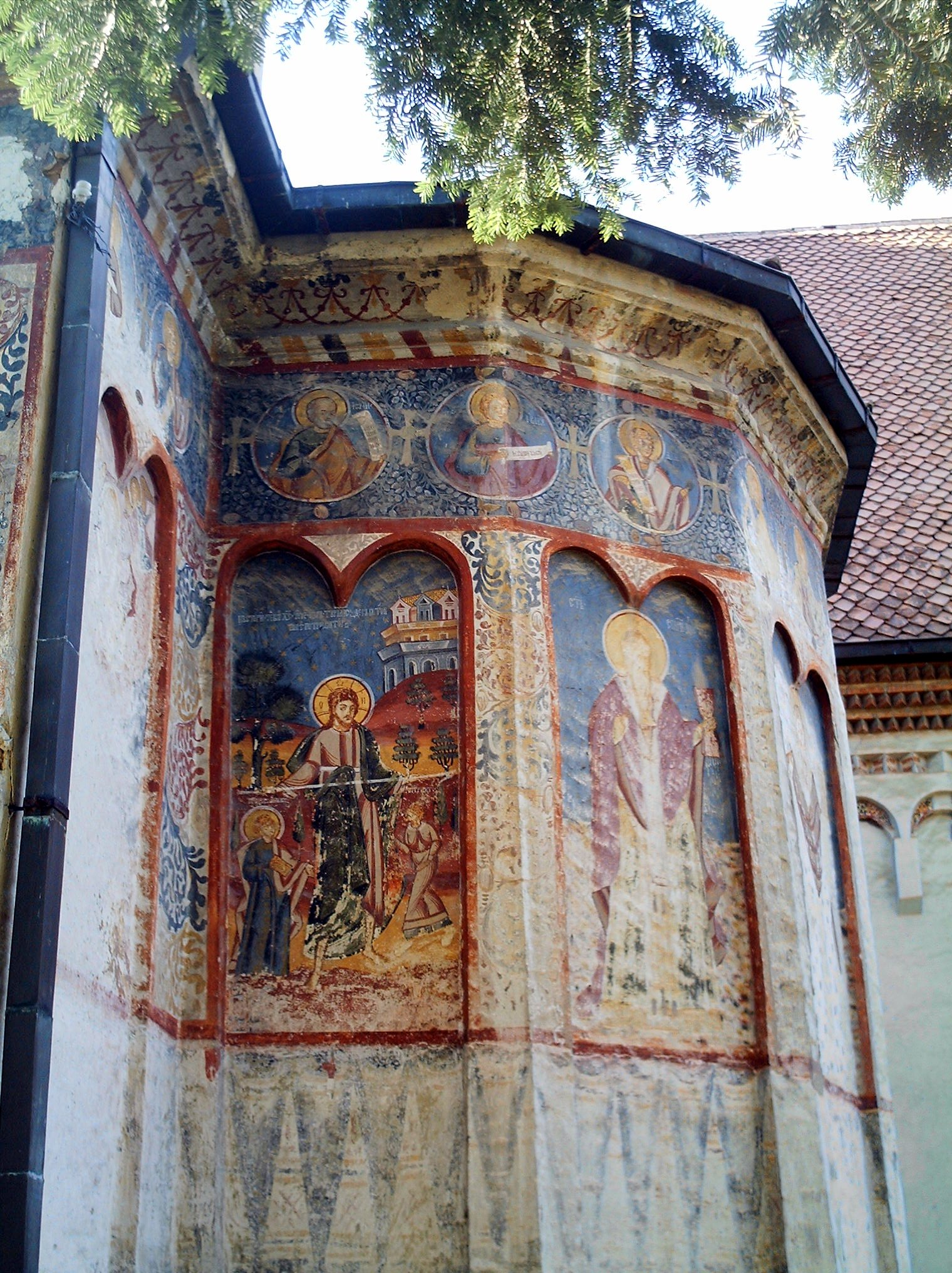
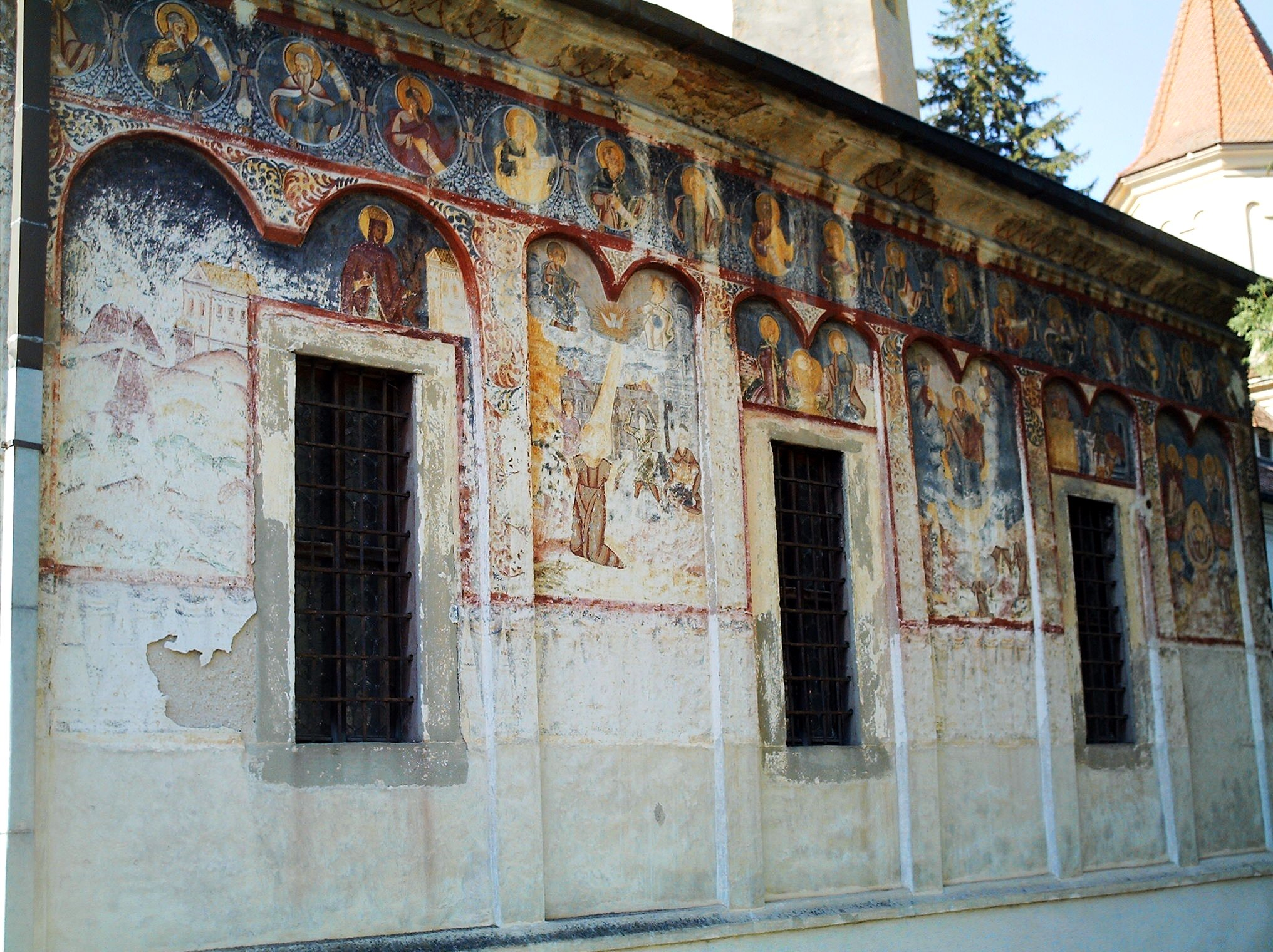
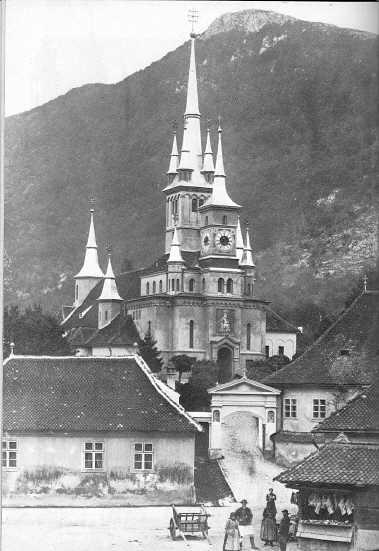